# Parapercis millepunctata
Parapercis millepunctata és una espècie de peix de la família dels pingüipèdids i de l'ordre dels perciformes.

## Descripció
- Fa 18 cm de llargària màxima[7] i presenta un patró tacat al dors, taques de color marró a taronja darrere dels ulls a la part superior del cap i una taca blanca a la cua.[8] Els mascles tenen un ocel de color negre per sobre de l'opercle i proper a l'extrem superior de l'obertura branquial, mentre que les femelles mostren un punt més petit i de color marró fosc a la mateixa ubicació.[7]
- 4 espines i 20-21 radis tous a l'aleta dorsal i 1 espina i 16-17 radis tous a l'anal.[9]

## Alimentació
Es nodreix d'organismes bentònics i el seu nivell tròfic és de 3,54.

## Hàbitat i distribució geogràfica
És un peix marí, associat als esculls (entre 3 i 50 m de fondària) i de clima tropical (30°N-30°S), el qual viu a la conca Indo-Pacífica: des de Maurici i les illes Maldives fins a Pitcairn, el Japó (incloent-hi les illes Ogasawara i Ryukyu), el sud de la Gran Barrera de Corall i tot Oceania (llevat de les illes Hawaii i l'illa de Pasqua), incloent-hi la Samoa Nord-americana, les illes Andaman, Austràlia (Queensland), Txagos, les illes Cook, Fiji, la Polinèsia Francesa, Guam, Indonèsia, les illes Marshall, la Micronèsia, les illes Mariannes, Nova Caledònia, Niue, la república de Palau, Papua Nova Guinea, les illes Filipines, les illes Salomó, Taiwan, Tonga i el Vietnam.

## Observacions
És inofensiu per als humans.